# Tai Wai (métro de Hong Kong)
Tai Wai, est une station du métro de Hong Kong. Elle connecte les East Rail Line et Tuen Ma Line. Elle se situe dans les Nouveaux Territoires.